# Jardin botanique de Batoumi
 (août 2022).

Vue de l'arboretum du jardin botanique.

Le jardin botanique de Batoum (en géorgien : ბათუმის ბოტანიკური ბაღი ; en russe : Батумский ботанический сад) est un jardin botanique situé à 9 km au nord de la ville de Batoumi au bord de la mer Noire, en Adjarie. Sa superficie est de 111 hectares. Il est desservi par la gare de chemin de fer du village de Mtsvané-Kontskhi (ce qui signifie Cap-Vert). C'était l'un des jardins botaniques les plus importants du temps de l'URSS. 

## Historique
Le jardin botanique de Batoum a été fondé dans les années 1880 par le géographe et botaniste russe Andreï Krasnov (1862-1915), frère du général Piotr Krasnov (1869-1947), mais son inauguration officielle n'a lieu que le 3 octobre 1912. Krasnov est aidé du jardinier français d'Alphonse[Qui ?][réf. nécessaire]. Le but principal de ce jardin est l'acclimatation de plantes subtropicales pour leur culture dans les régions méridionales de la Russie impériale.
Après l'installation du pouvoir soviétique, le jardin botanique de Batoum continue à se développer. Une décision du commissariat au peuple du 30 juillet 1925 en fait un établissement scientifique pour le développement des plantes subtropicales dans la région caucasienne des rivages de la mer Noire. On y cultive par exemple le thé ou toute sorte de citronniers. Le professeur Popov y a travaillé avant la Seconde Guerre mondiale.
Aujourd'hui le jardin est divisé en neuf secteurs floristiques : celui des plantes subtropicales des régions humides de Transcaucasie, adaptées au climat pontique local ; celui des plantes originaires de Nouvelle-Zélande ; celui des plantes originaires d'Australie ; celui des plantes originaires de l'Himalaya ; celui des plantes originaires de l'Extrême-Orient ; celui des plantes originaires d'Amérique du Nord ; celui des plantes originaires d'Amérique du Sud; celui des plantes originaires du Mexique et enfin celui des plantes méditerranéennes.
Le jardin est riche d'une collection de plus de cinq mille sortes de spécimens vivants dont deux mille sortes d'arbrisseaux ou arbres.
Cinq départements scientifiques y travaillent : celui de l'introduction des plantes ; celui d'horticulture et de jardinage ornemental; celui de la sélection des espèces subtropicales ; celui de la physiologie végétale et de la biochimie des plantes, et enfin, celui de botanique systématique.
Le jardin botanique de Batoum dépendait depuis 1950 de l'Académie des sciences de Géorgie, mais c'est devenu un établissement indépendant en 2006. Une centaine de collaborateurs scientifiques et d'ouvriers jardiniers y travaillent.

## Illustrations

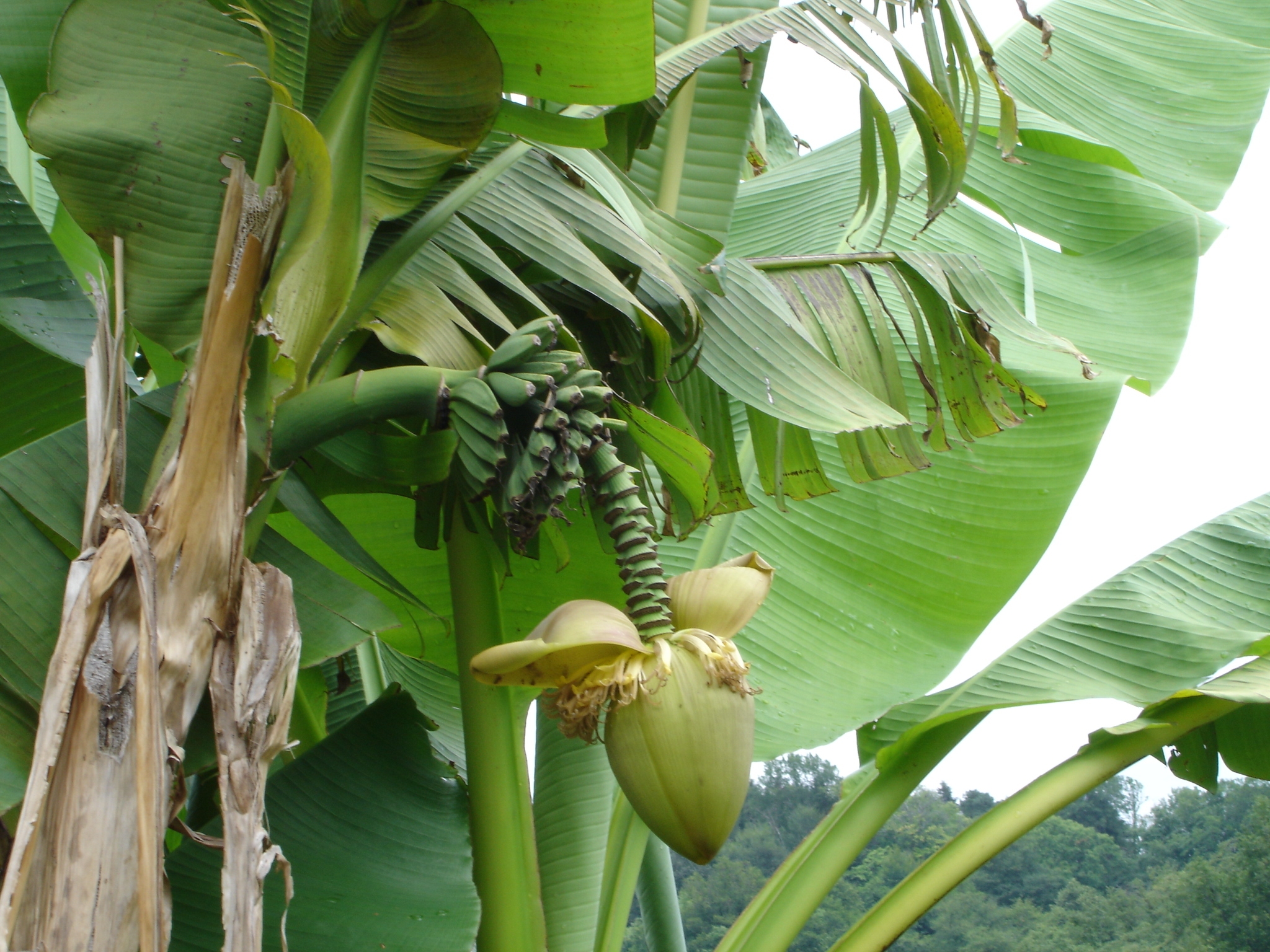
Bananier du jardin botanique
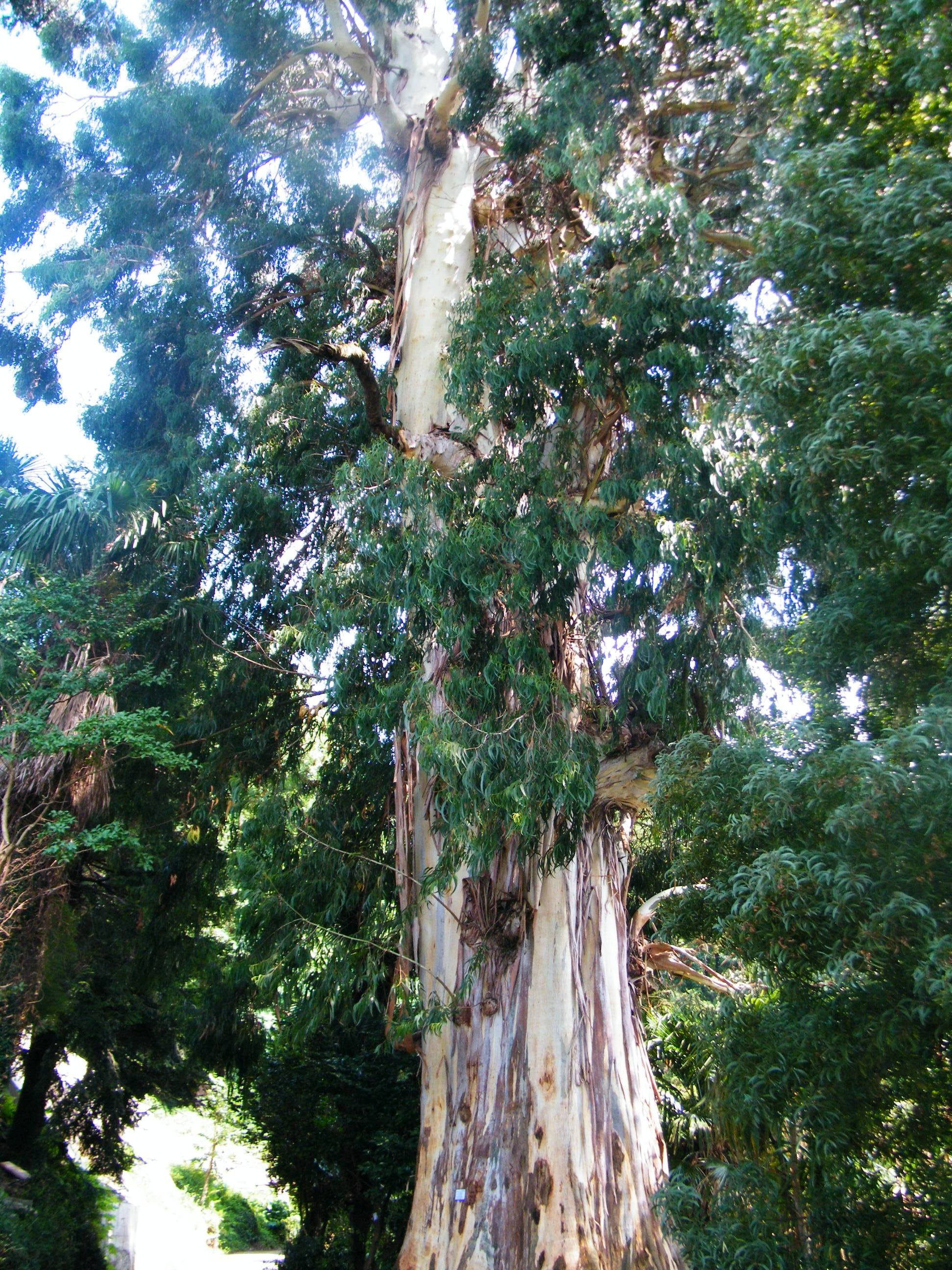
Eucalyptus viminalis du jardin botanique
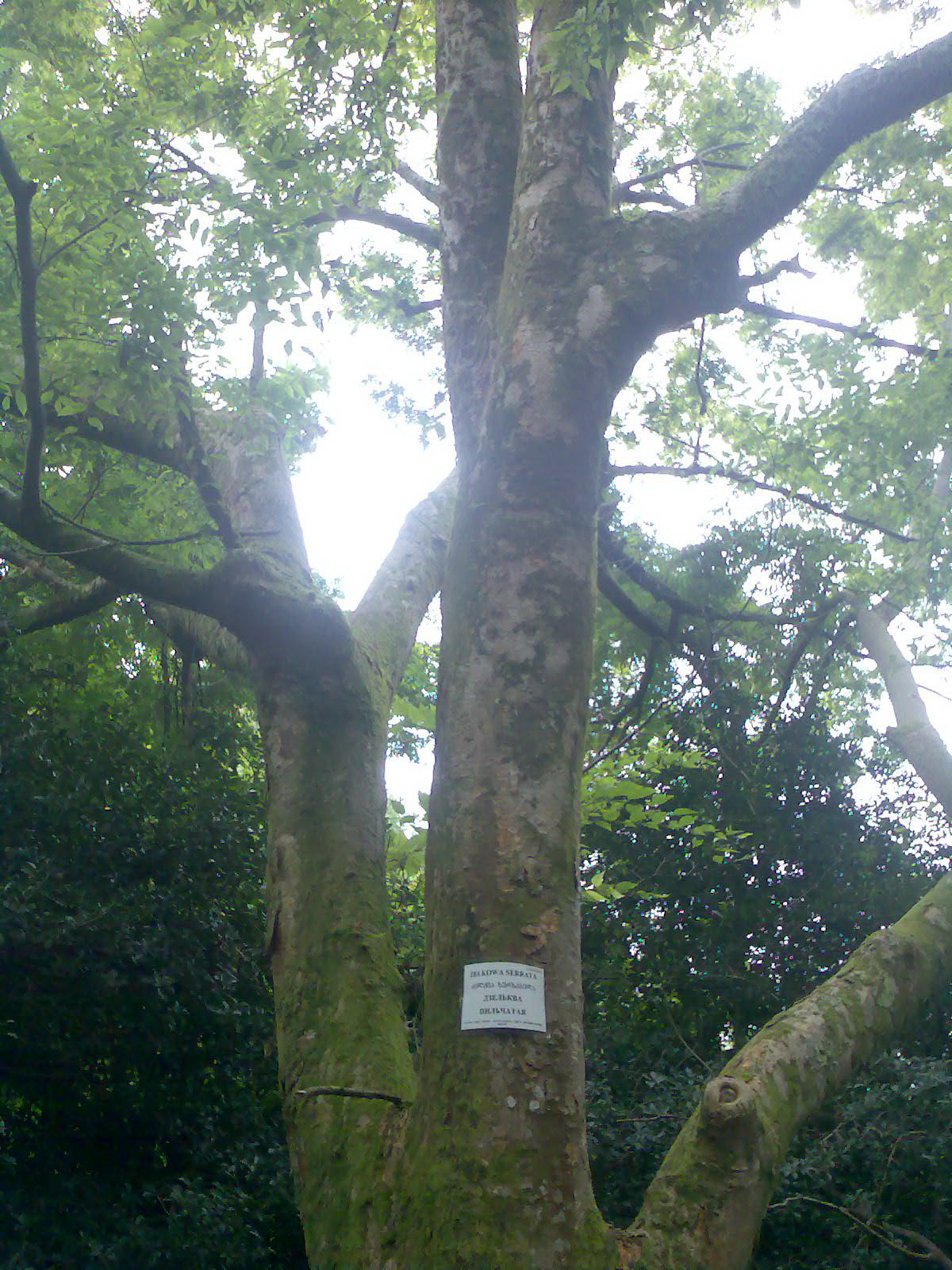
Zelkova serrata du jardin botanique
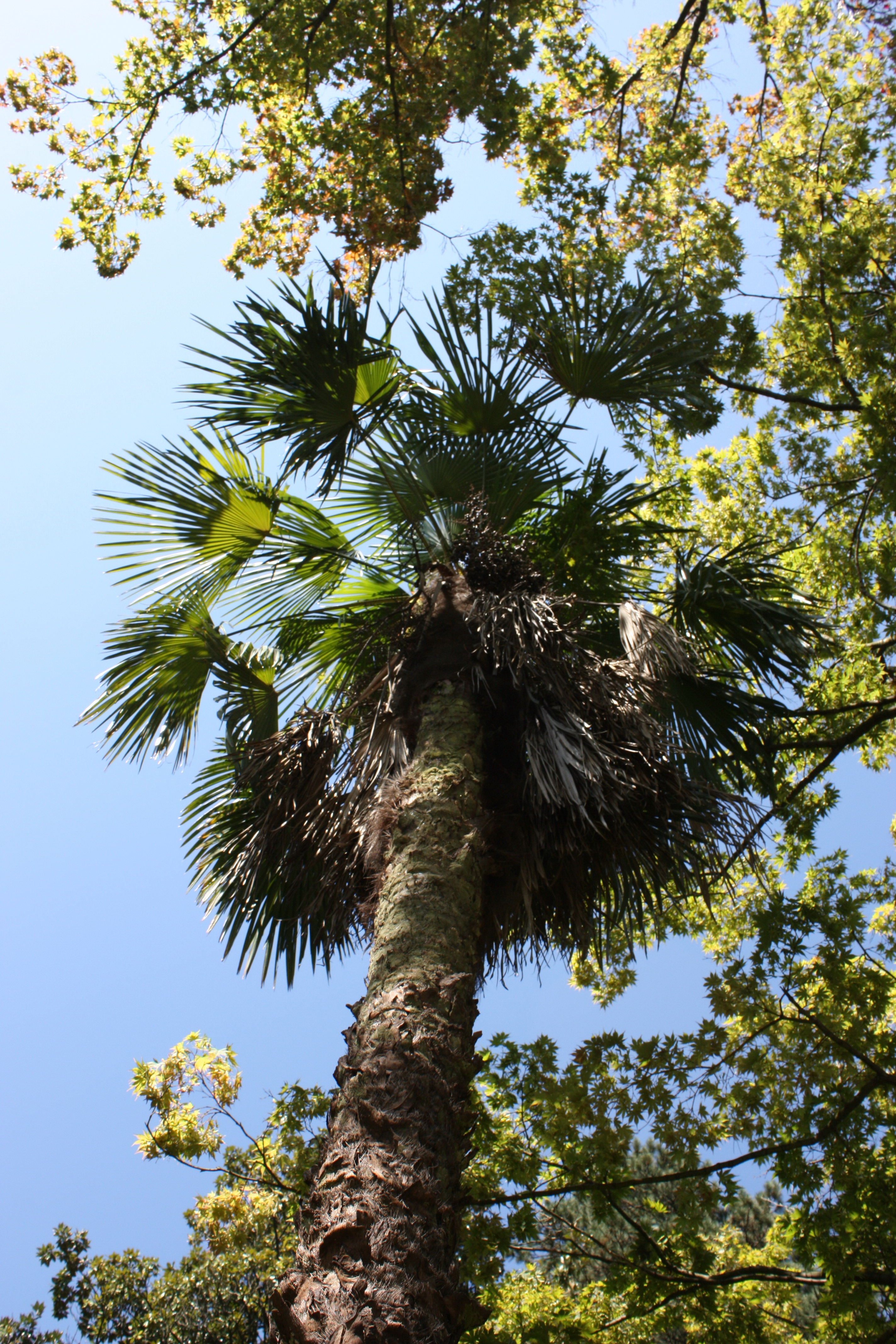
Vue d'un palmier
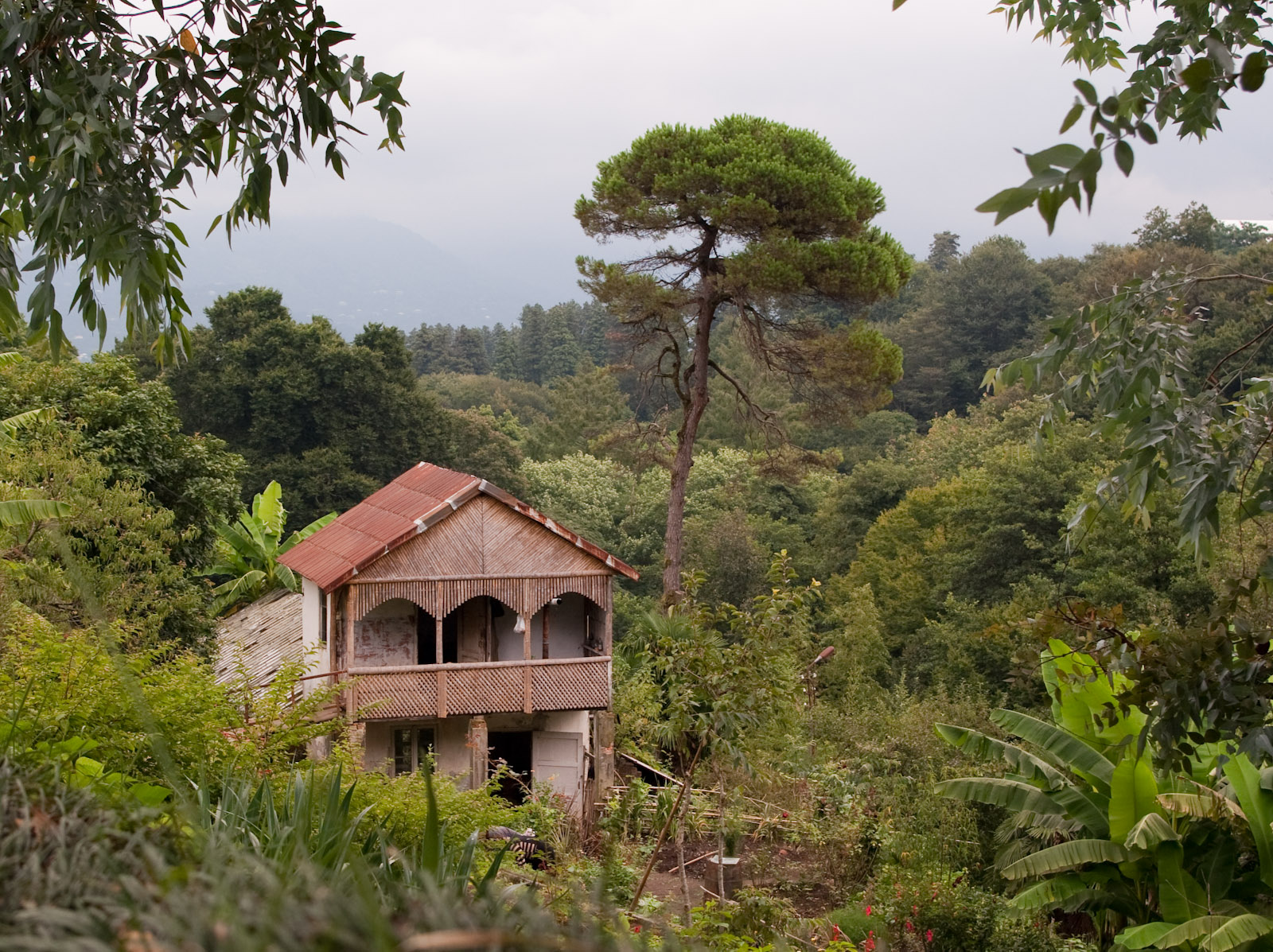
Aperçu du jardin botanique